# Jung Woo-young
Đây là một tên người Triều Tiên, họ là Jung.
Jung Woo-young (Hangul: 정우영, Hanja: 鄭又榮; phát âm tiếng Hàn Quốc: [tɕʌŋ.u.jʌŋ]; Hán-Việt: Trịnh Vũ Vịnh; sinh ngày 14 tháng 12 năm 1989) là một cầu thủ bóng đá người Hàn Quốc thi đấu ở vị trí tiền vệ cho câu lạc bộ tại J1 League Vissel Kobe.

## Sự nghiệp
Vào tháng 5 năm 2018 anh có tên trong đội hình sơ loại 28 người của Hàn Quốc tham dự Giải vô địch bóng đá thế giới 2018 ở Nga.

## Thống kê câu lạc bộ
Cập nhật gần đây nhất: 25 tháng 1 năm 2020.
| Thành tích câu lạc bộ | Thành tích câu lạc bộ | Thành tích câu lạc bộ | Giải vô địch | Giải vô địch | Cúp                   | Cúp                   | Cúp Liên đoàn | Cúp Liên đoàn | Châu lục | Châu lục  | Khác    | Khác      | Tổng cộng | Tổng cộng |
| Mùa giải              | Câu lạc bộ            | Giải vô địch          | Số trận      | Bàn thắng    | Số trận               | Bàn thắng             | Số trận       | Bàn thắng     | Số trận  | Bàn thắng | Số trận | Bàn thắng | Số trận   | Bàn thắng |
| Nhật Bản              | Nhật Bản              | Nhật Bản              | Giải vô địch | Giải vô địch | Cúp Hoàng đế Nhật Bản | Cúp Hoàng đế Nhật Bản | Cúp Liên đoàn | Cúp Liên đoàn | Châu Á   | Châu Á    | Khác1   | Khác1     | Tổng cộng | Tổng cộng |
| --------------------- | --------------------- | --------------------- | ------------ | ------------ | --------------------- | --------------------- | ------------- | ------------- | -------- | --------- | ------- | --------- | --------- | --------- |
| 2011                  | Kyoto Sanga           | J2 League             | 31           | 1            | 5                     | 0                     | -             | -             | -        | -         | -       | -         | 36        | 1         |
| 2012                  | Kyoto Sanga           | J2 League             | 33           | 1            | 1                     | 0                     | -             | -             | -        | -         | 1       | 0         | 35        | 1         |
| 2013                  | Júbilo Iwata          | J1 League             | 13           | 0            | 2                     | 0                     | 5             | 0             | -        | -         | -       | -         | 20        | 0         |
| 2014                  | Vissel Kobe           | J1 League             | 33           | 3            | 0                     | 0                     | 8             | 1             | -        | -         | -       | -         | 41        | 4         |
| 2015                  | Vissel Kobe           | J1 League             | 32           | 0            | 0                     | 0                     | 6             | 1             | -        | -         | -       | -         | 38        | 1         |
| Trung Quốc            | Trung Quốc            | Trung Quốc            | Giải vô địch | Giải vô địch | Cúp FA                | Cúp FA                | Cúp Liên đoàn | Cúp Liên đoàn | Châu Á   | Châu Á    | Khác    | Khác      | Tổng cộng | Tổng cộng |
| 2016                  | Trùng Khánh Lệ Phàm   | Chinese Super League  | 30           | 1            | 0                     | 0                     | -             | -             | -        | -         | -       | -         | 30        | 1         |
| 2017                  | Trùng Khánh Lệ Phàm   | Chinese Super League  | 21           | 2            | 0                     | 0                     | -             | -             | -        | -         | -       | -         | 21        | 2         |
| 2018                  | Vissel Kobe           | J1 League             | 12           | 2            | –                     | –                     | –             | –             | –        | –         | –       | –         | 12        | 2         |
| 2018–19               | Al-Sadd               | Qatar Stars League    | 17           | 3            | 0                     | 0                     | 0             | 0             | 4        | 0         | 0       | 0         | 21        | 3         |
| 2019–20               | Al-Sadd               | Qatar Stars League    | 11           | 0            | 3                     | 0                     | 0             | 0             | 12       | 0         | 4       | 0         | 30        | 0         |
| Tổng cộng sự nghiệp   | Tổng cộng sự nghiệp   | Tổng cộng sự nghiệp   | 233          | 13           | 11                    | 0                     | 19            | 2             | 16       | 0         | 2       | 0         | 284       | 15        |

1Bao gồm Promotion Playoffs to J1.

### Bàn thắng quốc tế
Tỉ số và kết quả liệt kê bàn thắng của Hàn Quốc trước.
| #  | Ngày                 | Địa điểm                                      | Đối thủ      | Tỉ số | Kết quả | Giải đấu                 |
| -- | -------------------- | --------------------------------------------- | ------------ | ----- | ------- | ------------------------ |
| 1. | 16 tháng 12 năm 2017 | Sân vận động Ajinomoto, Tokyo, Nhật Bản       | Nhật Bản     | 2–1   | 4–1     | Cúp bóng đá Đông Á 2017  |
| 2. | 12 tháng 10 năm 2018 | Sân vận động World Cup Seoul, Seoul, Hàn Quốc | Uruguay      | 2–1   | 2–1     | Giao hữu                 |
| 3. | 10 tháng 9 năm 2019  | Sân vận động Köpetdag, Ashgabat, Turkmenistan | Turkmenistan | 2–0   | 2–0     | Vòng loại World Cup 2022 |

## Danh hiệu

### Quốc tế
Hàn Quốc
- Cúp bóng đá Đông Á (2): 2015, 2017